# سیارک ۷۳۱

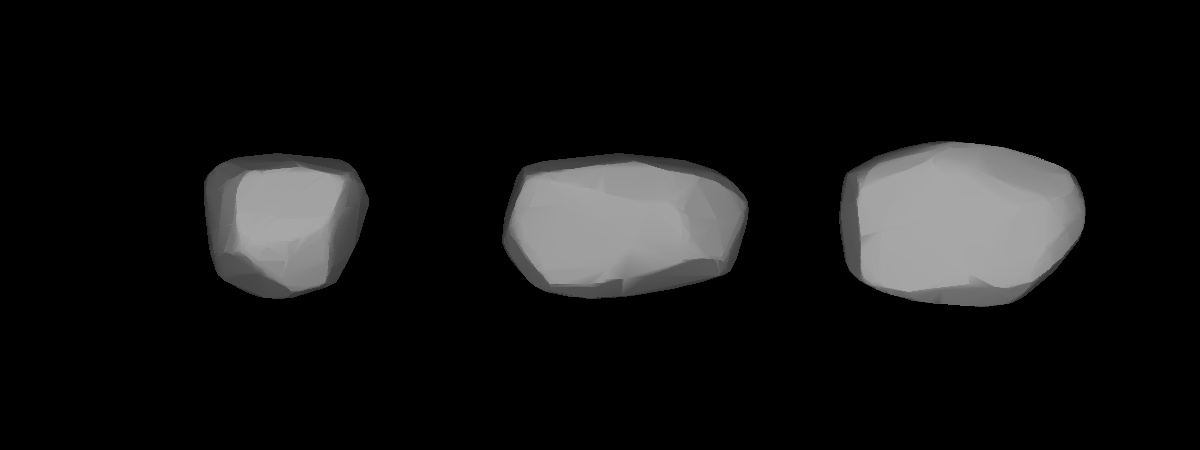
مدل سه‌بُعدی سیارک ۷۳۱ بر طبق منحنی نور آن

سیارک ۷۳۱ (به انگلیسی: 731 Sorga، نامگذاری:1912OQ) هفتصد و سی و یکمین سیارک کشف شده‌است که در ۱۵ آوریل ۱۹۱۲ و در هایدلبرگ کشف شد.
قدر مطلق سیارک برابر ۹٫۶۲ است.